# Royal Cork Yacht Club

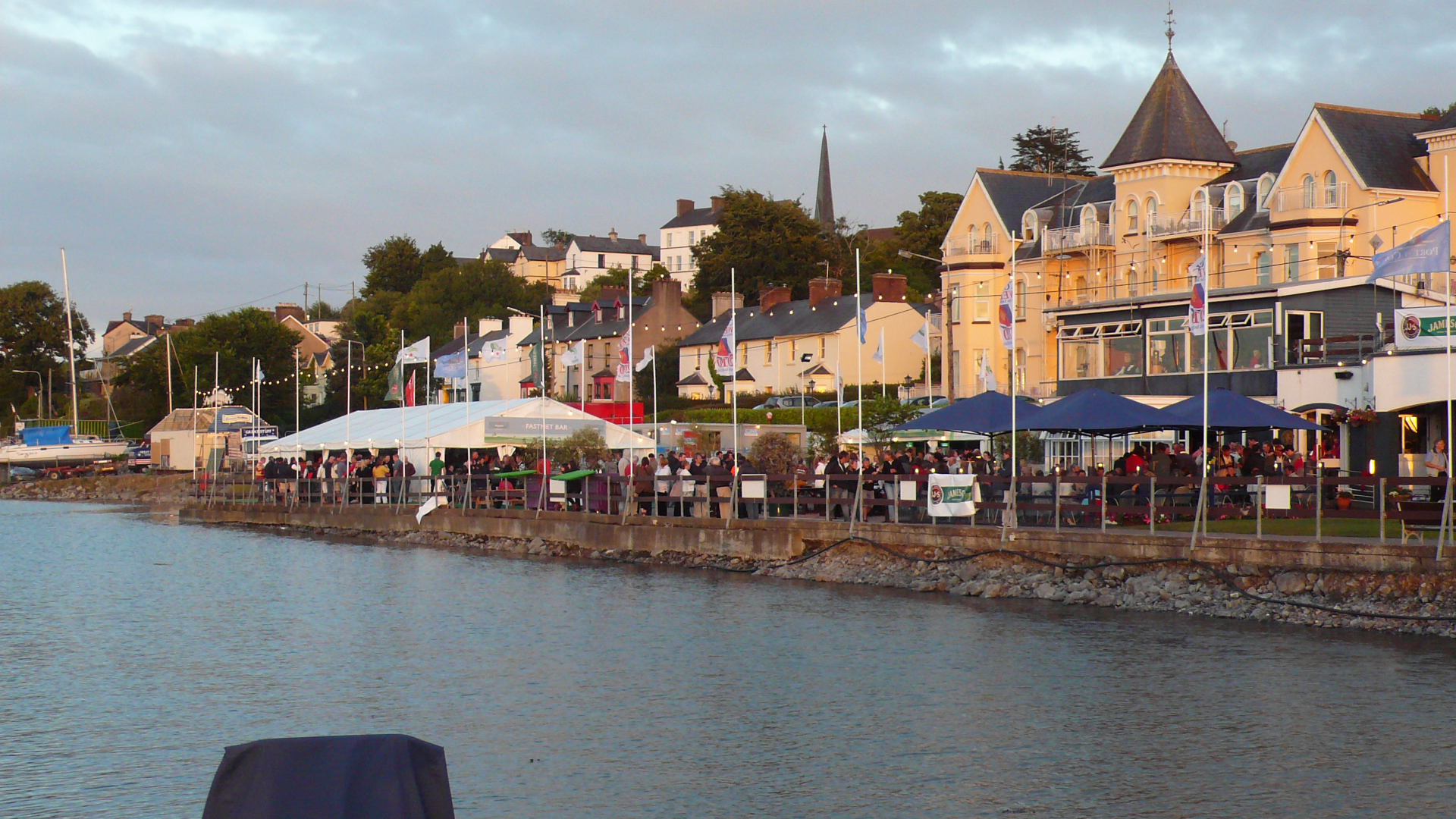
Clubhaus in Crosshaven im Jahre 2010

Der Royal Cork Yacht Club (deutsch: Königlicher Yachtclub Cork) gilt mit seiner Gründung im Jahre 1720 nach eigenen Aussagen als der älteste Segelverein der Welt. Dieser Titel wird ihm vom 1718 gegründeten Neva Yacht Club aus Sankt Petersburg, Russland, streitig gemacht, der aber nicht durchgehend bestand. Der Yachtclub hat heute seinen Sitz in Crosshaven, Irland.

## Geschichte
Der Segelverein wurde 1720 vom William O’Brien, 4. Earl of Inchiquin mit fünf Freunden als The Water Club of the Harbour of Cork gegründet. Die Gründungslegende besagt, dass dessen Urgroßvater als Höfling von Karl II. die Segelbegeisterung des Monarchen teilte und nach seiner Rückkehr nach Irland den Segelsport nach Cork brachte. Karl II. lernte den Segelsport Mitte des 17. Jahrhunderts in den Niederlanden kennen, als er sich dort im Exil befand. Nach seiner Rückkehr auf den englischen Thron betrieb er mit einem aus den Niederlanden gekauften Boot Segelsport auf der Themse.
Erster Stützpunkt des Clubs war die Hawlbowline Island im Hafen von Cork. 1806 ging man nach Cobh, als die Royal Navy die Insel für sich beanspruchte. Um diese Zeit wechselte auch der Name zu Cork Harbour Water Club, um sich nach 1820 in Cork Harbour Yacht Club und wenig später in Cork Yacht Club umzubenennen. Im Jahre 1831 verlieh König Wilhelm IV. dem Club das Privileg, sich königlich nennen zu dürfen und aus dem Verein wurde der Royal Cork Yacht Club. In den 1960er-Jahren erfolgte der Umzug zum heutigen Standort und die Fusionierung mit dem Royal Munster Yacht Club.

## Organisation
Die Regattawoche Cork Week wird seit 1978 vom Club organisiert und findet regelmäßig alle zwei Jahre im Juni oder Juli statt.